# Waiʻaleʻale
Waiʻaleʻale – wulkaniczny szczyt na Hawajach, położony w centrum wyspy Kauaʻi. Szczyt wyrasta wprost z dna oceanicznego znajdującego się na głębokości 5500 m p.p.m.
Nazwa Waiʻaleʻale w języku tubylców oznacza „przelewająca się woda”. Początek formowania się wulkanu obliczany jest na ok. 6 milionów lat temu.

## Klimat
Jest to najbardziej wilgotne miejsce na Ziemi. Na szczyt w ciągu roku średnio spada 12 350 milimetrów deszczu. W roku 1948 całkowita suma opadów wynosiła ok. 16 tys. milimetrów. Tak wilgotny klimat wyspa Kauaʻi i sam wulkan zawdzięczają płn.-wsch. wiatrom płynącym znad Pacyfiku. Rozgrzane powietrze napotykając szczyt wulkanu Waiʻaleʻale unosi się w górę powodując jego kondensację, skraplanie się i opady deszczu.

## Flora i fauna
Szczególne warunki klimatyczne w dolnej części wulkanu sprzyjają rozwojowi bujnej roślinności. Na pobliskich bagnach Alakaʻi znajdujących się w niżej położonej niecce spotkać można wiele rzadkich gatunków roślin i ptaków.
Zwierzęta zamieszkujące ten teren zostały sprowadzone w czasie gdy przyjeżdżali tu osadnicy. Pojawili się oni ok. 700 roku. Pierwszymi osadnikami byli Polinezyjczycy, którzy na dwukadłubowych łodziach kanoe przebyli odległość 4000 km. Jedynym nie przywiezionym ssakiem był nietoperz.
Na bagnach i okolicznych skałach wulkanu spotkać można dzikie świnie jak również kozę, która została sprowadzona na wyspę w roku 1778 przez podróżnika Jamesa Cooka.

## Waiʻaleʻale jako sceneria filmowa
Teren wokół wulkanu Waiʻaleʻale był często odwiedzany przez ekipy filmowe. Nagrane tu zostały znane hollywoodzkie filmy. Jednym z najsłynniejszych filmów nakręcanych w tej scenerii był film z Jessicą Lange pt. King Kong z roku 1976.
W pobliżu wulkanu nagrywany był również film South Pacific musical z 1958 roku, oraz początkowe sceny do filmu Poszukiwacze zaginionej Arki.